# Neverita duplicata
Neverita duplicata (denominada, em inglês, Atlantic moon snail, double moon snail, shark-eye moon snail ou simplesmente shark eye/shark's eye) é uma espécie predadora de molusco gastrópode marinho do oeste do oceano Atlântico, entre a baía de Fundy, Canadá, e o mar do Caribe, incluindo o golfo do México e toda a costa leste dos Estados Unidos. Pertence à família Naticidae da ordem Littorinimorpha, tendo sido classificada com o nome Natica duplicata, por Thomas Say, em 1822.

## Descrição da concha e hábitos
Concha de coloração castanho-rosada a cinzenta, em sua superfície polida, brilhante e subglobosa; dotada de espiral baixa e com uma linha negra, girando da protoconcha, acima da sutura (junção entre as voltas), e tornando-se gradualmente diluída, dilatada e obsoleta, em seu curso. Atinge 9.8 centímetros de comprimento, quando desenvolvida. Por baixo, o umbílico está parcialmente coberto por uma ampla calosidade de coloração castanho-escura como um chocolate 100% cacau. Opérculo córneo, castanho e brilhante.
A espécie vive em substrato arenosos e de profundidades rasas até 58 metros, na zona nerítica.

## Distribuição geográfica
Neverita duplicata ocorre no Atlântico Ocidental, da costa do Canadá até o mar do Caribe, em Belize. Isso inclui toda a costa leste dos Estados Unidos, do Maine, na baía de Cobscook, até o Texas.

## Neverita delessertiana
Durante os séculos XIX e XX, esta espécie possuía uma maior variabilidade morfológica de sua concha; porém um estudo científico de 2006, por Hülsken et al. - "Neverita delessertiana (Récluz in Chenu, 1843): a naticid species (Gastropoda: Caenogastropoda) distinct from Neverita duplicata (Say, 1822) based on molecular data, morphological characters, and geographical distribution". Zootaxa 1257; páginas 1–25 -, dividiu a espécie em duas, recuperando o táxon denominado Neverita delessertiana por César Auguste Récluz, em 1843; não sendo mais este um sinônimo de Neverita duplicata.